# Зграда Гранд хотела „Војводина”
Зграда Гранд хотела „Војводина” у Зрењанину, налази се на Тргу слободе, у оквиру Старог градског језгра, као Просторно културно-историјске целине од великог значаја.
Зграда хотела подигнута је 1886. године према плановима градског инжењера Ференц Пелцла на месту мале гостионице. Тада се хотел звао „Рожа”, по власнику Фрањи Рожа, а 1921. године хотел је преузео Јеврејин Давид Kон и назвао га Гранд-хотел „Војводина”.
Нови власник је хотел проширио и модернизовао, у собама је спровео текућу хладну и топлу воду и централно грејање, преуредио кафану, подрум претворио у локал за чајанке и мање приредбе, подигао велику салу за представе и кинематограф, а уз њега и трпезарију. Промене су се огледале и на екстеријеру – на уличној фасади је прозоре претворио у простране излоге. Двориште ка Бегеју уредио је дугачком салетлом и парком за летњу сезону. Хотел је имао 30 соба и 40 кревета. То је био најмодернији хотел у граду, али и на ширем простору Војводине.
Приликом адаптације хотела 1968. и 1969. године, срушена су дворишна крила зграде, а ентеријер је потпуно преобликован и модернизован. Међутим фасада зграде је сачувана скоро у аутентичном изгледу, осим отвора на ризалитима који су били лучно завршени и балкона који су постојали на првом спрату. Данас се у приземљу налази банка која редовно одржава зграду, док је већи део спрата без намене у власништву хотела „Војводина”.
Зграда има два спрата и простран подрумски простор, правоугаоне је основе и постављена на регулациону линију Трга. На предњој фасади су бочни ризалити наглашени пиластрима који се протежу кроз два спрата и завршавају се јонским капителима. Изнад ризалита су атике завршене тимпанонима. У приземљу у ризалитима су велики отвори са улазним вратима, а између ризалита су седам великих излога. У осовинама ових отвора су прозори по спратовима. Прозорски отвори на првом спрату су богатије декорисани од оних на другом – шембранама, конзолама, тимпанонима и балустрима у паратетима. На другом спрату су прозори уоквирени шембранама, а на местима кључног камена су главе мушкараца. Kровни венац је доста танак и садржи конзолице.
Kонзерваторско-рестаураторски радови обављени су 2003. године по пројекту који је урадио Покрајински завод за заштиту споменика културе Нови Сад, и 2012. године под надзором Завода за заштиту споменика културе Зрењанин. Приликом последњих радова обновљен је кров и фасада.